# Joe Bizera
Joe Bizera (ur. 17 maja 1980 w Artigas) – urugwajski piłkarz występujący na pozycji obrońcy.

## Kariera klubowa
Joe Bizera zawodową karierę rozpoczął w 1999 w CA Peñarol z miasta Montevideo. Regularnie Urugwajczyk zaczął tam grywać od sezonu 2000, kiedy to wystąpił w 23 ligowych pojedynkach. Razem ze swoim zespołem Bizera 2 razy zdobył mistrzostwo kraju – w 1999 i 2003. Łącznie dla Peñarolu rozegrał 120 spotkań, w których strzelił 11 goli.
W 2004 Bizera trafił do Włoch, gdzie podpisał kontrakt z Cagliari Calcio. W Serie A urugwajski obrońca pełnił rolę rezerwowego. 25 stycznia 2008 do końca ligowych rozgrywek został wypożyczony do izraelskiego Maccabi Tel Awiw, dla którego zdobył 2 gole. Latem 2008 Bizera odszedł do greckiego PAOK-u Saloniki, jednak przez 1,5 roku rozegrał tam tylko 10 ligowych spotkań. Na początku 2010 Urugwajczyk został piłkarzem Albacete Balompié grającego w hiszpańskiej Segunda División.
Następnie Bizera przeniósł się do izraelskiego Maccabi Petach Tikwa.

## Kariera reprezentacyjna
W reprezentacji Urugwaju Bizera zadebiutował 13 lipca 2001 w wygranym 1:0 meczu przeciwko Boliwii w ramach rozgrywek Copa América. W 2002 został powołany przez Víctora Púę na mistrzostwa świata. Na mundialu tym "Charrúas" zajęli trzecie miejsce w swojej grupie i odpadli z turnieju. Sam Bizera na boiskach Korei Południowej i Japonii pełnił rolę rezerwowego i nie zagrał w żadnym ze spotkań. W 2004 wychowanek CA Peñarol po raz drugi w karierze wystąpił w Copa América. Urugwajczycy na imprezie tej zdobyli brązowy medal pokonując w pojedynku o trzecie miejsce Kolumbię. Łącznie dla drużyny narodowej Joe rozegrał 23 mecze, w których strzelił 1 bramkę.